# Stephanolepis cirrhifer
Stephanolepis cirrhifer är en fiskart som först beskrevs av Temminck och Hermann Schlegel 1850.  Stephanolepis cirrhifer ingår i släktet Stephanolepis och familjen filfiskar. Inga underarter finns listade i Catalogue of Life.